# Genomika
Genomika – dziedzina biologii molekularnej i biologii teoretycznej (pokrewna genetyce i ściśle związana z bioinformatyką), zajmująca się analizą genomu organizmów. Głównym celem genomiki jest poznanie sekwencji materiału genetycznego oraz mapowanie genomu, ale również określenie wszelkich zależności i interakcji wewnątrz genomu.

## Genomika a genetyka
W odróżnieniu od genetyki, genomika obejmuje ogół zjawisk genetycznych całościowo i przy pomocy biologii teoretycznej (głównie bioinformatyki) stara się określić i opisać wszystkie zależności tych zjawisk oraz wpisać je w ogół procesów metabolicznych żywego organizmu. Genomika, wraz z proteomiką, metabolomiką i transkryptomiką, stanowią główny trzon bioinformatyki.
Najbardziej uniwersalny podział genomiki i dziedzin pokrewnych obejmuje:
- genomika funkcjonalna (poznanie funkcji wszystkich genów w genomie)
- genomika strukturalna (poznanie sekwencji i jej wstępny opis)
- genomika teoretyczna (ogólne prawa rządzące genomami)
- genomika porównawcza (ewolucja genomów)
- genomika indywidualnych różnic (zmienność międzyosobnicza genomów tego samego gatunku)